# São Francisco (Niterói)
São Francisco é um bairro do município de Niterói, no Estado do Rio de Janeiro. Está situado na Região das Praias da Baía do município.

## História
Seu nome vem da igreja consagrada a São Francisco Xavier. Referências à igreja e ao bairro podem ser encontradas já no século XVII. A Enseada de São Francisco, também conhecida como "Saco" de São Francisco (devido ao formato da enseada) era importante fonte de peixes tanto para os nativos indígenas como para os colonos portugueses.
No século XVIII existia importante estrada que cortava a área, ligando o bairro de Icaraí ao de Charitas costeando o Morro do Cavalão e depois ao bairro de Piratininga, através do Morro da Viração, o que representava acesso ao Oceano Atlântico no fim da estrada, já que os bairros de Charitas, Icaraí e São Francisco têm, todos, costa apenas na Baía de Guanabara.
A população é de aproximadamente 9.620 habitantes (em 1991), o que representa 2,21% da população total de Niterói.  Não há favelas no bairro e 99,7% da população do bairro é alfabetizada, enquanto 100% dos mais de 4 mil domicílios possuem coleta de esgoto e água encanada.
A beira-mar do bairro é famosa pela concentração de bares, restaurantes e casas noturnas, sendo um dos pontos mais badalados da cidade. A calçada, à noite, se torna uma passarela, onde circulam famosos e anônimos cheios de estilo e beleza. Assim é São Francisco: um bairro residencial com um misto de calmaria, requinte e diversão.